# RIM-161 Standard Missile 3
RIM-161 Standard Missile 3 (SM-3) là một loại tên lửa phòng không hạm tàu của Hải quân Mỹ chuyên đánh chặn tên lửa đạn đạo tầm ngắn và tầm trung và là một phần của Hệ thống phòng thủ chống tên lửa đạn đạo Aegis. Mặc dù được thiết kế để chống tên lửa đạn đạo, nhưng SM-3 cũng có khả năng chống vệ tinh khi nó có thể bắn hạ vệ tinh ở Quỹ đạo Trái Đất tầm thấp. Tên lửa SM-3 được sử dụng chủ yếu bởi Hải quân Mỹ và Lực lượng phòng vệ hàng hải của Nhật Bản.

## Motivation and development
Tên lửa phòng không SM-3 được phát triển dựa trên thiết kế của SM-2 Block IV. Cụ thể, tên lửa SM-3 sử dụng cùng Tầng đẩy tăng cường nhiên liệu rắn và động cơ lực đẩy kép như tầng đẩy một và hai của tên lửa Block IV và có cùng bộ phận lái tên lửa và hệ thống dẫn đường pha giữa khi tên lửa bay trong bầu khí quyển. Đối với trường hợp đánh chặn tầm xa, tên lửa sẽ bay ngoài tầng khí quyển, sẽ được bổ sung lực đẩy từ tầng đẩy thứ ba, bao gồm một động cơ xung kép.
Các công việc phát triển ban đầu để chuyển đổi SM-3 sang phóng từ bệ phóng mặt đất ("Aegis ashore") đã được thực hiện để dành riêng cho quân đội Israel, nhưng sau đó Israel đã chọn hệ thống Arrow 3 nội địa. Chính quyền Tổng thống Obama cũng hi vọng Hệ thống phòng thủ tên lửa Châu Âu (European Phased Adaptive Approach (EPAA)) sẽ lựa chọn tên lửa SM-3 do hệ thống THAAD cùng cạnh tranh với nó có tầm bắn ngắn hơn và cần triển khai nhiều căn cứ hơn để phòng thủ không phận châu Âu. Tuy nhiên khi so sánh với Ground-Based Interceptor, tên lửa SM-3 Block I chỉ có tầm bắn từ 1⁄5 đến 1⁄6 tầm bắn của hệ thống này. Do đó Hải quân Mỹ đã tiếp tục nâng cấp lên phiên bản SM-3 Block II có chiều rộng thân tên lửa tăng 0,34 m (13,5 in) lên 0,53 m (21 in), giúp nó có khả năng đánh chặn tên lửa đạn đạo tầm trung-xa.
Phiên bản Block IIA chỉ sử dụng lại động cơ đẩy của tầng một tên lửa Block I. Trong khi Block IIA được thiết kế để Nhật Bản có thể phòng thủ trước đòn tấn công từ tên lửa đạn đạo của Triều Tiên mà còn là thành phần chính của giai đoạn 3 triển khai EPAA tại Châu Âu. Block IIA được liên doanh sản xuất bởi Raytheon và Mitsubishi Heavy Industries. Khoản kinh phí đầu tư cho phát triển Block IIA của Mỹ là 1,51 tỉ đô la.

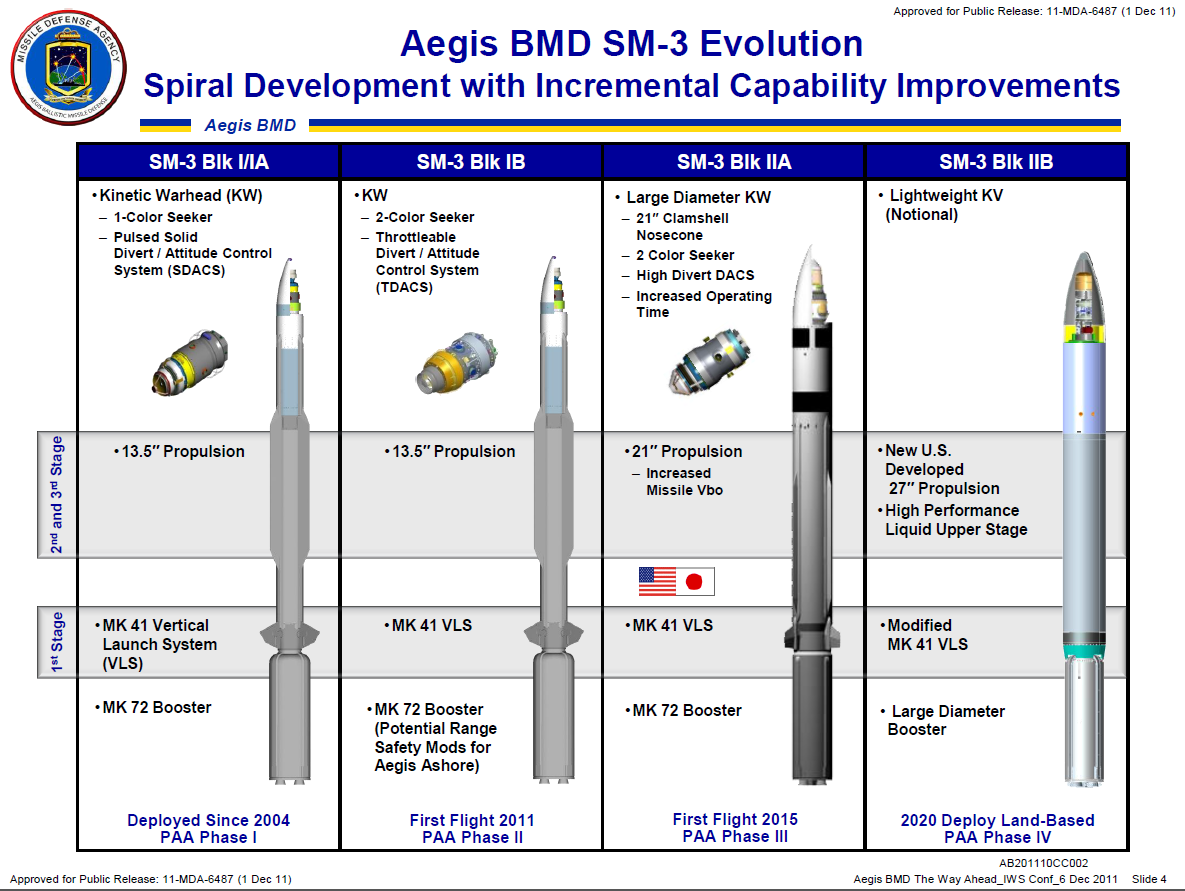
Sự phát triển của tên lửa SM-3

## Vũ khí chống vệ tinh

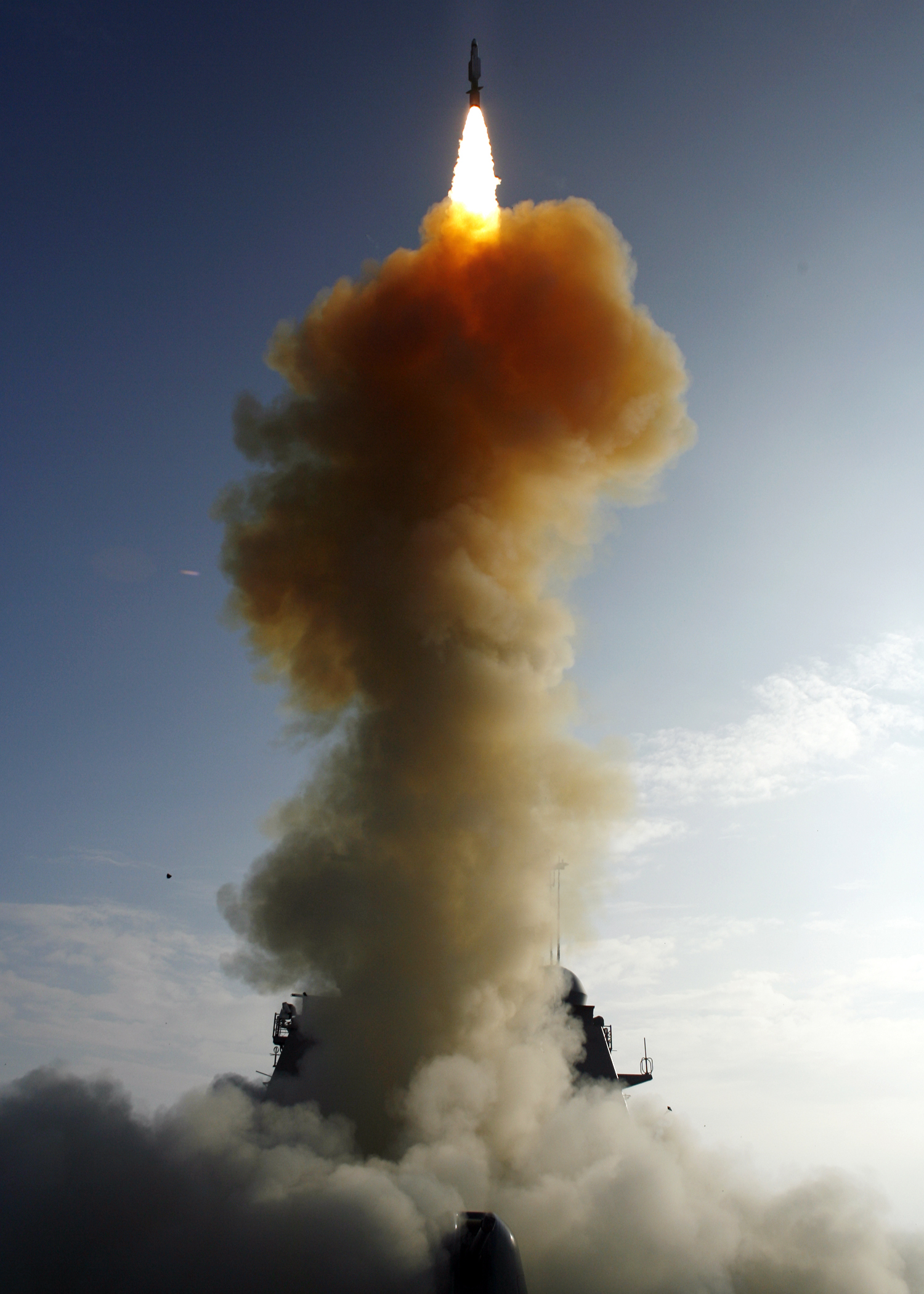
Tên lửa SM-3 được phóng đi để phá hủy vệ tinh USA-193 đã ngừng hoạt động

Ngày 14 tháng Hai năm 2008, quân đội Mỹ thông báo đã sử dụng một tên lửa SM-3 đã được nâng cấp để bắn đi từ ba tàu khu trục trên Biển Bắc Thái Bình Dương và phá hủy vệ tinh USA-193 đã ngừng hoạt động ở độ cao 240 kilomet ngay trước khi nó đi vào bầu khí quyển. Theo như các tuyên bố thì việc bắn hạ vệ tinh làm giảm nguy cơ đối với dân thường do vệ tinh giải phóng nhiên liệu hydrazine vẫn còn sót lại, nhưng theo thông tin mật, mục đích chính của vụ phóng tên lửa là cho mục đích quốc phòng. Theo một chuyên gia, phần mềm của SM-3 đã được điều chỉnh để tăng cường khả năng nhận diện mục tiêu là vệ tinh. Nguyên mẫu tên lửa SM-3 vốn không có khả năng chống lại vệ tinh.

## Các nước trang bị

### Các nước vẫn đang sử dụng
- Japan
- South Korea — Đặt hàng vào tháng Mười năm 2018.[13]
- United States

### Các nước tiềm năng
- Netherlands
- Turkey i
- Belgium

## Thư viện ảnh

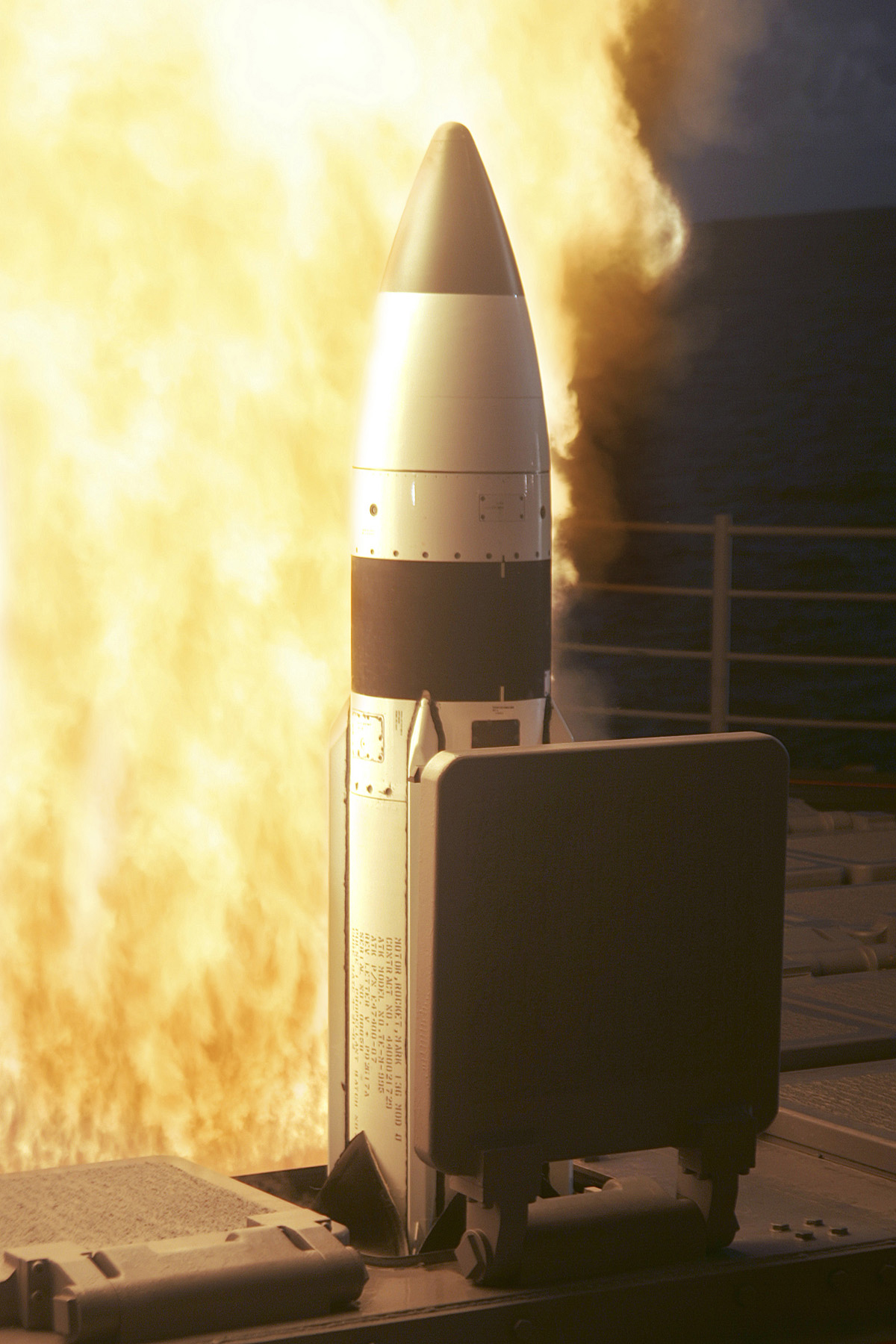
SM-3 được phóng từ USS Lake Erie, 2005
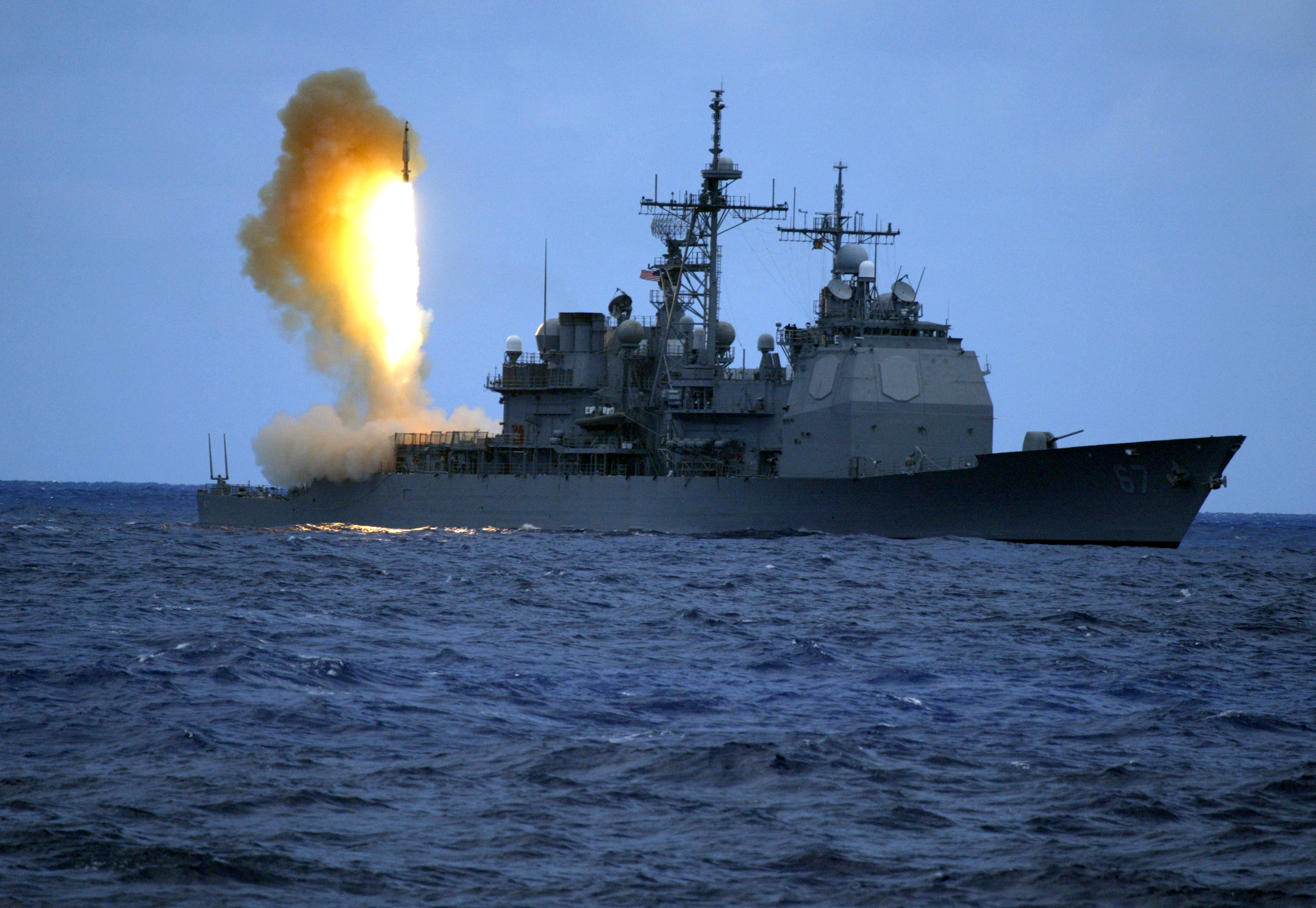
SM-3 phóng từ USS Shiloh, 2006
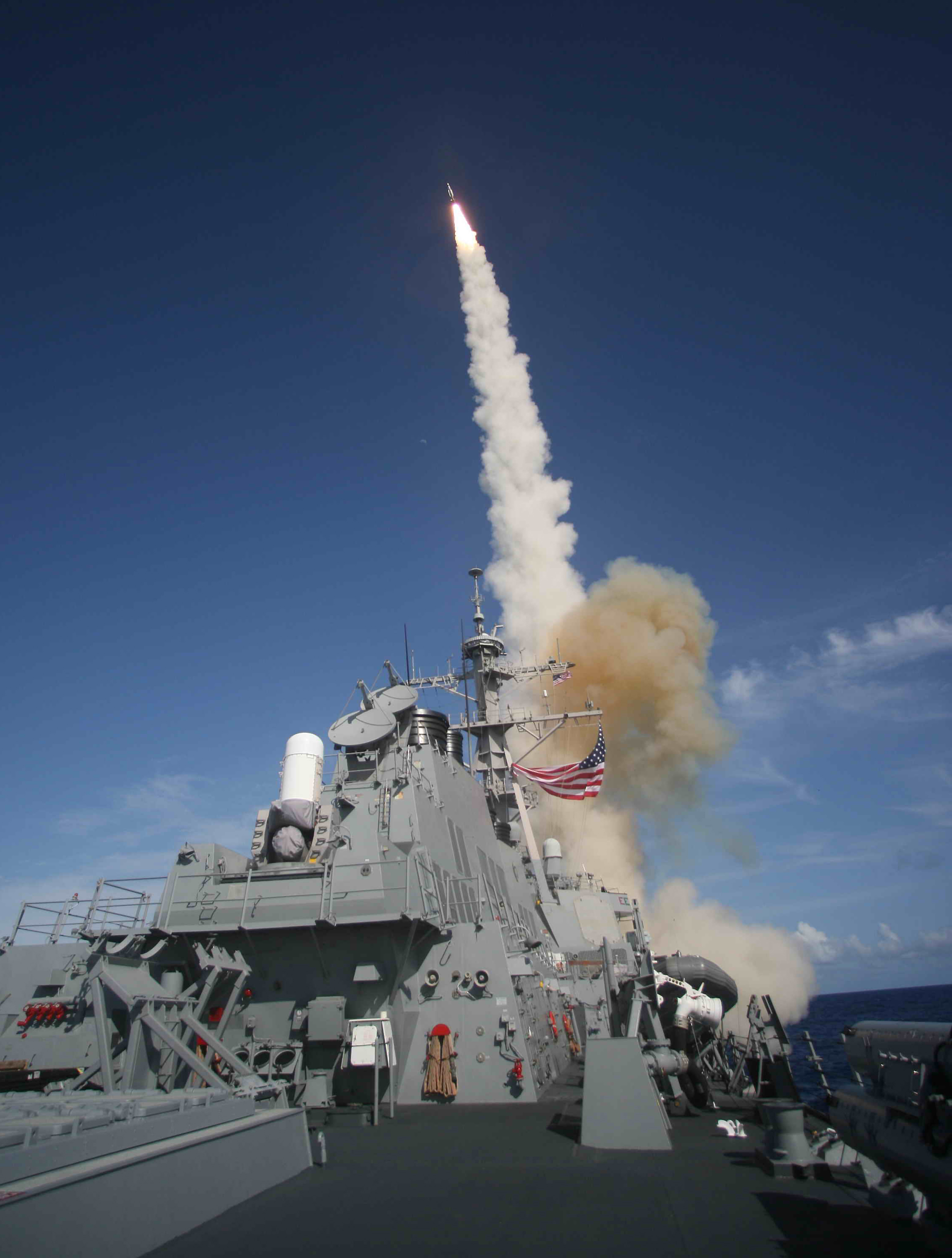
SM-3 phóng từ USS Decatur, 2007
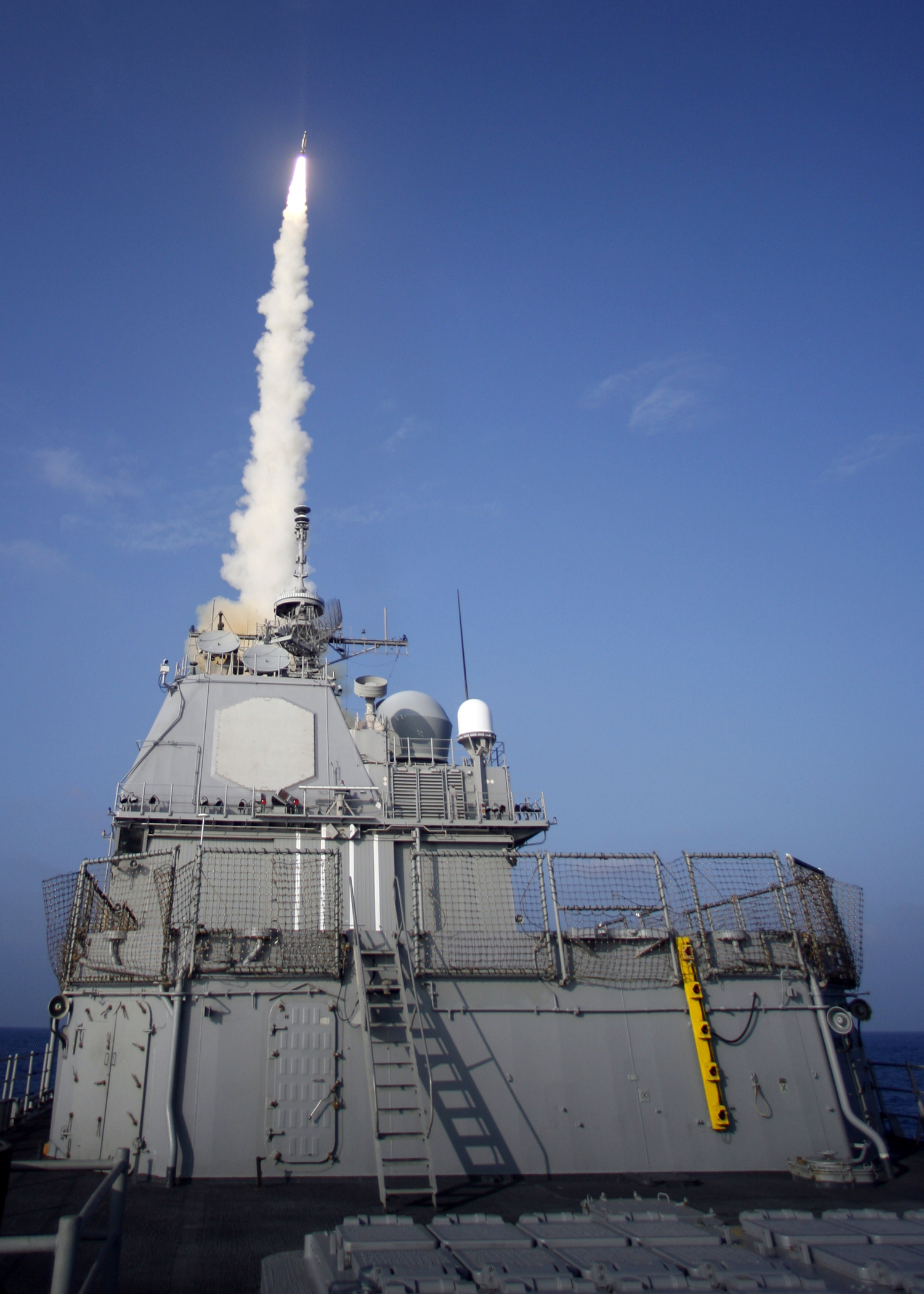
SM-3 phóng từ USS Lake Erie, 2008